# Púšan
Púšan(sanskrtsky पूषन् Pūṣan) je védský bůh, ochránce dobytka a jezdí na voze taženém kozami. Také je ochráncem cest, jež chrání před vlky a bandity, průvodcem duší do podsvětí, přivádí nevěstu k ženichovi a navracuje ztracené a ukradené věci. Taktéž má funkci Súrjova posla. Jako ostatní Áditjové je některými autory řazen mezi sluneční božstva.:s.282–283
Už od konce 19. století byl Púšan etymologicky spojován s řeckým Panem, bohem pastýřů a divočiny. Obě jména jsou odvozována od praindoevropského *Péh2usōn či *Puh2s(h3)nés od kořene *-péh2 „chránit, živit (dobytek). Svými funkcemi mimo ochranu dobytka se však spíše podobá Hermovi, který je Panovým otcem. Etymologicky příbuzný může být také pruský bůh plodnosti země Pušaitis.:s.282